# Kruszyzna

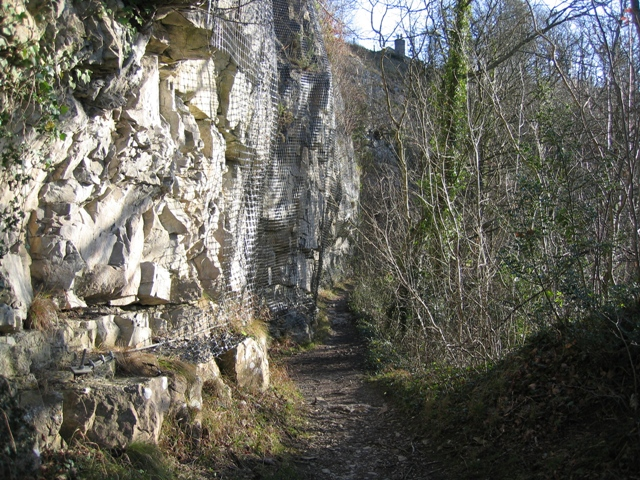
Krucha ściana skalna zabezpieczona siatką

Kruszyzna – w gwarze wspinaczkowej, zjawisko polegające na kruszeniu się skały, a także zaleganiu luźnych odłamków skalnych na drodze wspinaczkowej lub powyżej niej. Kruszenie może następować wskutek dodatkowego obciążenia (wspinający się człowiek) bądź samoistnie. Kruszyzna stanowi jedno z najpoważniejszych zagrożeń dla wspinaczy, ponieważ spadające kamienie są śmiertelnie niebezpieczne. Do częściowego zabezpieczenia się przed skutkami uderzenia kamieniem służy specjalny kask. 
W górach wysokich, a także w terenie skalno-lodowym, zagrożenie kruszyzną wyraźnie zmienia się w zależności od pory dnia oraz roku. Wiąże się to ze zmianami temperatury i zmianami konsystencji niespójnego podłoża podczas zamarzania, rozmarzania lub odparowywania wody. W szczególności, nasłonecznienie stoku lodowego może powodować wytapianie się z lodu uwięzionych fragmentów skały.